# Future World (singel)
Future World – singel niemieckiego zespołu muzycznego Helloween, wydany w 1987 roku. Promował album Keeper of the Seven Keys Part 1. Okładka przedstawia żołnierzo-robota z głową dyni (symbol Helloween), który gra na gitarze podobnej do tej, której do dziś używa Michael Weikath – gitarzysta tego zespołu. Tytułowy utwór grana jest przez zespół na większości koncertów.

## Lista utworów
1. "Future World" (Kai Hansen) – 4:03
2. "Starlight" – '87 Remix (Michael Weikath/Kai Hansen) – 4:13
3. "A Little Time" – Edit (Michael Kiske) – 3:32

## Skład
- Michael Kiske – wokal
- Kai Hansen – gitara
- Michael Weikath – gitara
- Markus Grosskopf – gitara basowa
- Ingo Schwichtenberg – perkusja